# Station Biała
Station Biała is een spoorwegstation in de Poolse plaats Biała (powiat Wieluński).